# Francisco Berra
Francisco Antonio Berra (San Miguel del Monte, 3 de diciembre de 1844 - La Plata, 13 de marzo de 1906) fue un abogado, periodista, historiador, pedagogo argentino que desarrolló gran parte de su actividad en Montevideo. Fue un colaborador cercano de José Pedro Varela y se integró a la Sociedad de Amigos de la Educación Popular.

## Biografía

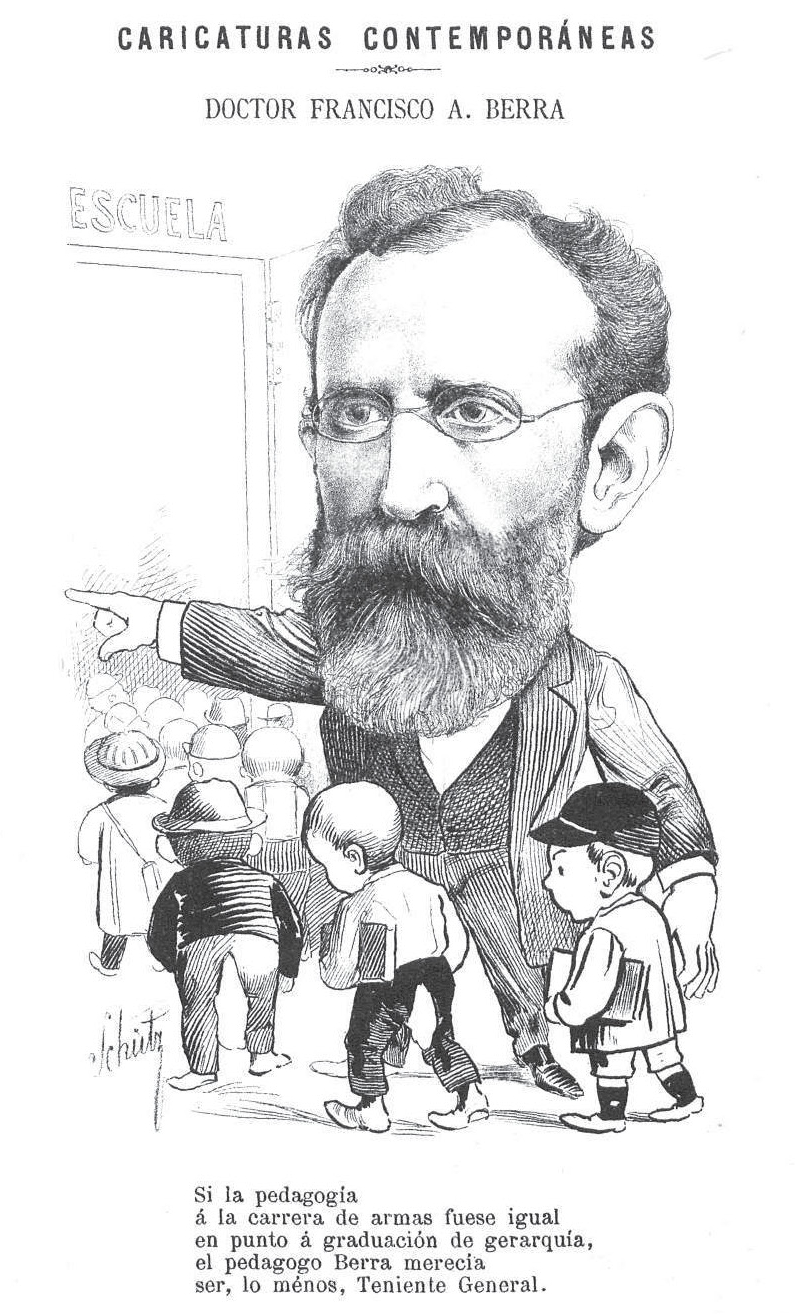
Caricatura de Berra dibujada por Charles Schütz, aparecida en la portada el semanario Caras y Caretas n°64, publicada el 4 de octubre de 1891.

Nació en San Miguel del Monte, provincia de Buenos Aires, pero al contar con 8 años de edad, su padre decidió trasladar la familia a Salto, en Uruguay, donde vivió durante su infancia y adolescencia. En 1865 se instaló en Montevideo a los efectos de cursar Derecho en la Universidad. Obtuvo el título de abogado en 1872.
Se integró a la Sociedad de Amigos de la Educación Popular, organización fundada por José Pedro Varela en 1868, de la cual también fueron miembros destacados, Elbio Fernández, Carlos María Ramírez, Domingo Aramburú, Carlos María de Pena, Alfredo Vásquez Acevedo e Ildefonso García Lagos.
Se desempeñó como abogado y periodista, en particular de temas políticos, los cuales abordaba desde su calidad de miembro del Partido Nacional. En 1877 deja su rol de redactor en "La Democracia" y al año siguiente aparece la que según Fernández Saldaña fue su obra fundamental, "Apuntes para un curso de Pedagogía". Posteriormente publicó "La doctrina de los métodos" en 1882, a la que siguieron otras obras importante de pedagogía.
Entre el 10 de abril y 8 de mayo de 1882 participó del primer Congreso Pedagógico instalado en América del Sur, el cual sesionó en Buenos Aires. Además de Berra, los representantes uruguayos fueron Carlos María Ramírez, Carlos María de Pena, Alfredo Vásquez Acevedo y Jacobo Adrián Varela.
Durante el gobierno de Máximo Santos debió refugiarse en Buenos Aires, a causa de la tercera edición de su libro "Bosquejo Histórico de la República Oriental Del Uruguay". Dicho libro que contó con cuatro ediciones, constituyó una enciclopedia que compiló la historia del territorio uruguayo, desde la llegada de los españoles hasta 1830. Según Fernández Saldaña, el libro fue censurado ya que "Estaba animado por un espíritu antiartiguista [...] en la cual el autor perseveró a pesar del curso de las nuevas investigaciones", aunque Guillermo Vázquez Franco plantea que el motivo es que presentaba a un José Gervasio Artigas mucho más humano que el héroe que contaba la historia oficial durante el gobierno de Santos.
Desde Buenos Aires tuvo frecuente correspondencia con el historiador uruguayo Carlos María Ramírez, debatiendo sobre como debería enseñarse la historia uruguaya. En el marco de estos debates, Ramírez publicó en 1882 una obra que rebatía los contenidos del "Bosquejo Histórico.." de Berra, titulada "Juicio crítico del Bosquejo" a la que Berra a su vez replicó ese mismo año presentando una defensa documentada de sus posiciones.
Durante su período de radicación en La Plata (provincia de Buenos Aires), fue designado como director general de Escuelas de esa provincia, en 1894.
Posteriormente volvió a Montevideo donde permaneció hasta principios del siglo XX. Retornó a La Plata para pasar sus últimos años.

## Homenajes
La primera escuela primaria de la capital de la provincia de Buenos Aires, ciudad de La Plata, lleva el nombre del Dr Berra en su honor.

## Obra
- Elementos de geografía de la República Oriental del Uruguay (Montevideo, 1865)
- Los partidos y el porvenir (Objeciones a la guerra civil y los partidos) (Montevideo, 1871)
- Elementos de geografía de la República Oriental del Uruguay (Montevideo, 1873)
- Defensa de la supuesta infanticida Josefa Riera hecha ante el jurado (Montevideo, 1876)
- Proyecto de Reglamento para las Escuelas Públicas de todo el Estado (Montevideo, 1876)
- Proyecto de organización de la sección de estudios precedido de una memoria explicativa (con un prefacio de Carlos María de Pena. Montevideo, 1880)
- Bosquejo histórico de la República O. del Uruguay 	(Montevideo, 1881)
- Estudios históricos acerca de la República O. del Uruguay (Montevideo, 1882)
- Doctrina de los métodos considerados en sus aplicaciones generales (Buenos Aires, 1882)
- Noticia de José Pedro Varela y de su participación en la reforma escolar del Uruguay (Buenos Aires, 1888)
- Progresos de la pedagogía en la República O. del Uruguay (Montevideo, 1889)
- Nociones de higiene privada y pública (Montevideo, 1889)
- Resumen de las leyes naturales de la enseñanza (Montevideo, 1896)
- Los métodos de lectura; con motivo de las opiniones de D. Albino Benedetti (Montevideo, 1889)